# Le nuvole sotto il cuscino
Le nuvole sotto il cuscino è un film commedia italiano del 1992 diretto da Fulvio Accialini e Lucia Coluccelli.

## Accoglienza
Per MyMovies è un "bozzetto di buone intenzioni, ma recitato in maniera non convincente".